# Álex Márquez
Alejandro Márquez Alentà (Cervera, Lérida, 23 de abril de 1996), más conocido como Álex Márquez, es un  piloto de motociclismo español que compite en la «categoría reina» de MotoGP con el equipo Gresini Racing, donde obtuvo su primera victoria en el Gran Premio de España de 2025. Previamente compitió con los equipos Repsol Honda en 2020 y LCR Honda en 2021 y 2022. Ha ganado dos títulos del Campeonato del Mundo de Motociclismo (en Moto3 en 2014 y en Moto2 en 2019).
Entre las temporadas 2012 a 2014 corrió en la categoría de Moto3 en el equipo del Estrella Galicia 0,0. En 2012 y 2013 corrió con una KTM y en 2014 el equipo decidió cambiar su montura a Honda, con la cual ganaron el campeonato con el dorsal número 12.
Tiene un hermano tres años mayor, Marc Márquez (n. 1993), que ha obtenido 8 títulos del Campeonato del Mundo de Motociclismo y que compite en la categoría reina de MotoGP. Álex y Marc son los únicos hermanos que han conseguido un Campeonato del Mundo de Motociclismo, y además en la misma temporada (en 2014 y en 2019), junto con haber sido los primeros hermanos en vencer en un Gran Premio en el mismo día (el 15 de junio de 2014 en el Gran Premio de Cataluña de Motociclismo, en el circuito de Montmeló, España). En la categoría reina han sido los primeros hermanos en acabar primero y segundo en toda la historia (2 de marzo de 2025 en el Gran Premio de Tailandia), los únicos en ganar un Gran Premio y los que más veces han coincidido en el podio.

## Biografía

### Campeonato de España de Velocidad

#### 125cc
Empieza la temporada 2010 en el equipo Team Monlau Competición de 125 cc. a las órdenes de José Luis Carrión y la dirección técnica de Xavier Palacín, bajo la supervisión de Emilio Alzamora. Tiene como compañeros de equipo a Álex Rins y a Niklas Ajo.
No participó en la primera carrera del Campeonato de España de Velocidad disputada en el Circuito de Cataluña el 18 de abril, porque le faltan cinco días para cumplir los catorce años, edad mínima para poder competir. Sí lo hace en la segunda, celebrada en el Circuito de Albacete el 9 de mayo, consiguiendo el puesto 11.º habiendo salido el décimo en parrilla. En la tercera, en Jerez, el 13 de junio, rompe el embrague tras una irregular salida desde la quinta posición y se retira antes de completar la undécima vuelta. En la cuarta, en Motorland, (nuevo circuito en Alcañiz), el 11 de julio, saliendo desde la posición doce, llega el siete. En la quinta, el 12 de septiembre en Albacete, hizo una buena salida desde la quinta plaza, que le mantuvo en cabeza, aunque poco a poco fue cediendo posiciones hasta terminar sexto. En Cheste, sexta prueba el 14 de noviembre, sale séptimo, pero cae apenas pasada la cuarta curva de la primera vuelta y no puede continuar. La séptima y última carrera se celebra en Jerez el 21 de noviembre, en la que sale el 16 y tiene que retirarse antes de terminar la novena vuelta. Acabó el decimoprimero en la clasificación final con 24 puntos habiendo finalizado sólo 3 carreras. En 2011 estuvo muy cerca de coronarse campeón y, aunque no lo consiguió, sí se aseguró el subcampeonato.

#### Moto3
En 2012, se produjo el cambio de las motos de dos tiempos a las de cuatro tiempos. Gracias a dos victorias y dos segundos puestos, consigue alzarse con el título de campeón a falta de una prueba por disputar.

### Moto3

#### 2012, el debut
Debuta en el Mundial en el año 2012 con una Suter-Honda, realizando tres wildcards con el equipo Estrella Galicia 0,0 y consiguiendo su mejor resultado en Montmeló donde finaliza sexto haciendo la vuelta rápida de carrera. Además realiza la segunda parte del Mundial en el equipo italiano Ambrogio Next Racing como sustituto del piloto italiano Simone Grotzkyj. Finaliza el campeonato en la 20.ª posición con 27 puntos.

#### 2013,rookiedel año
La temporada 2013 fue la primera temporada completa de Álex en el Mundial de Moto3. Con una KTM en el equipo Estrella Galicia 0,0 y teniendo como compañero de equipo a Álex Rins, consigue finalizar siempre en el top 5, exceptuando COTA donde abandona y Jerez donde sufre una caída en la primera vuelta. Consigue su primer podio en Indianápolis al quedar segundo por detrás de Rins y su primera victoria en Japón tras adelantar a Maverick Viñales en la última vuelta. Finaliza la temporada en la cuarta posición con 213 puntos, una victoria y 5 podios que le sirven para llevarse el premio al mejor debutante del año.

#### 2014, campeón del mundo
En la temporada 2014 continúa en el Estrella Galicia 0,0 con Álex Rins de compañero pero pilotando una Honda. Tras una lucha durante toda la temporada con KTM y el australiano Jack Miller, gracias a una gran regularidad que incluye 3 victorias y 10 podios, Álex consigue el título de campeón del mundo de Moto3 en la última carrera de Valencia por 2 puntos gracias a un tercer puesto a pesar de que Miller gana la carrera.

### Moto2
En el año 2015, tras haber sido coronado campeón del mundo de Moto3 en el año 2014, da el salto a la categoría de Moto2 en el equipo EG 0,0 MarcVDS al mando de una Kalex.

#### 2015 y 2016, comienzos difíciles
2015 fue un año de adaptación para Álex. No resultó nada fácil y contó con dos cuartos puestos como su mejor resultado. Terminó el campeonato en la decimocuarta posición con 73 puntos.
En 2016 continuaron los problemas. Comenzó la temporada cayéndose en seis de las primeras siete carreras y fue incapaz de encadenar más de dos carreras seguidas sin caerse. Aun así, consigue su primer podio en la categoría en Aragón donde finaliza segundo por detrás de Sam Lowes.

#### 2017 y 2018, la consolidación
Tanto en 2017 como en 2018 Álex era considerado favorito al título al inicio de temporada. A pesar de que sus resultados mejoraron, pues salvo en Alemania 2018 todas las carreras que finalizó sin caerse lo hizo dentro del top 7, consiguiendo tres victorias, todas en 2017, y 10 podios, 4 en 2017 y 6 en 2018; las caídas, 5 cada temporada, hicieron que no pudiese luchar por el campeonato ninguno de los dos años. Con 201 puntos en 2017 y 173 en 2018, terminó cuarto del Mundial cada una de las dos temporadas.

#### 2019, campeón del mundo
La temporada 2019 se introducen cambios significativos en la categoría de Moto2. Se produce la llegada del motor Triumph de 3 cilindros y 765cc que sustituye al motor Honda de 4 cilindros y 600cc. Claro favorito al título, Álex comienza la temporada yendo de más a menos en carrera a pesar de conseguir un podio en Argentina. La llegada de unos nuevos neumáticos Dunlop a partir de Jerez cambia por completo la temporada de Álex. Pese a terminar 24.º en esa carrera, debido a tener que salir desde el pit lane con la moto dañada tras no poder esquivar la moto de Remy Gardner en la salida de la primera carrera, muestra un gran ritmo todo el fin de semana. Sube al podio en 8 de las siguientes 10 carreras, incluidas 5 victorias. Dos caídas cuando lideraba, una provocada por Lorenzo Baldassarri en Assen a falta de tres vueltas para el final y otra en Silverstone, junto al gran estado de forma del sudafricano Brad Binder (5 victorias y 9 podios en las últimas 12 carreras) hacía llegar el mundial abierto a la gira asiática. A pesar de sufrir en Tailandia, Japón y Australia, se proclama campeón del mundo en Malasia tras finalizar la carrera en segunda posición.

### MotoGP

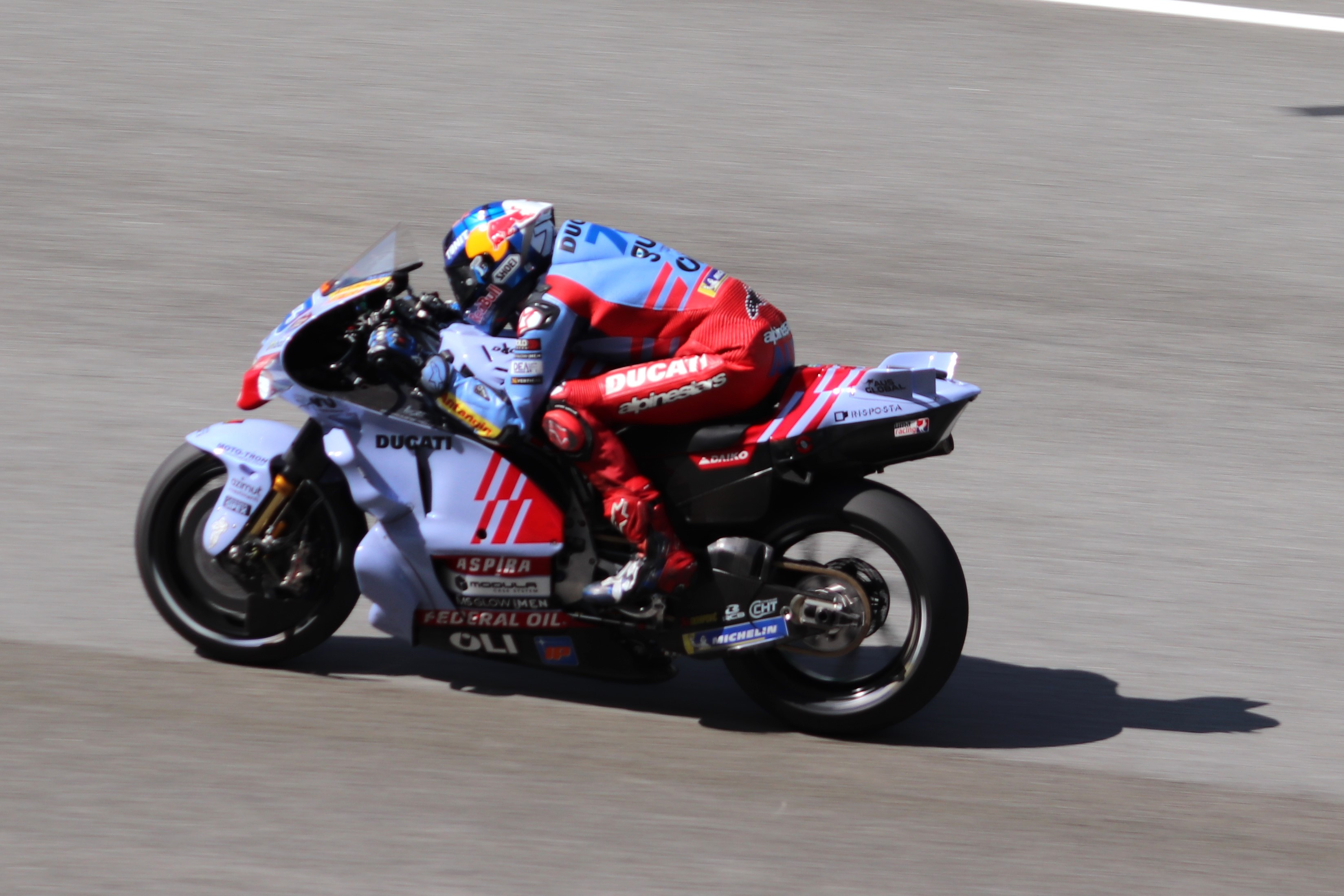
Álex Márquez con el Gresini Racing, 2024.

Mediada la temporada 2018, aparecen los rumores de un posible salto de Álex a MotoGP para la temporada 2019, bien en el nuevo equipo satélite de Yamaha o en el Reale Avintia Racing. Como ninguno fructifica, el primero de ellos debido a la intervención-veto del director de Yamaha Lin Jarvis a los Márquez, Álex renueva con el EG 0,0 MarcVDS por una temporada más. Los rumores vuelven a aparecer durante la temporada 2019, donde esta vez se relaciona a Álex con el equipo Pramac Ducati. Una vez está claro que no hay ninguna plaza de calidad disponible en la parrilla 2020 de MotoGP, Álex renueva una temporada más en Moto2 con el equipo EG 0,0 MarcVDS y se marca como objetivo ganar dos mundiales de Moto2 de manera consecutiva.
Todo cambia en el Gran Premio de Valencia. Jorge Lorenzo anuncia su retirada del motociclismo, dejando una plaza libre en el equipo Repsol Honda. Cal Crutchlow, Johann Zarco y Álex como campeón del mundo de Moto2 se diputan esa plaza. El 18 de noviembre de 2019 se anuncia que Álex correrá en el equipo Repsol Honda HRC junto a su hermano Marc Márquez en la temporada 2020.
En la temporada 2020 consiguió subirse dos veces al podio; el 11 de octubre en Francia (se trata de su primer podio en MotoGP) y el 18 de octubre en Aragón.
En la temporada 2021 está corriendo para el Team LCR de Lucio Cecchinello y su antiguo asiento en el equipo Repsol Honda Team está ocupado por Pol Espargaró Villà.
En la temporada 2025, en el Gran Premio de España celebrado en el Circuito de Jerez - Ángel Nieto, logró su primera victoria en MotoGP con el equipo Gresini.

## Premios
Ha sido campeón de Cataluña Metrakit en 50 cc, y fue subcampeón de 70 cc el año 2007. En 2008, en el Campeonato Mediterráneo de Velocidad y con el RACC Junior Team, el 13 de abril ha hecho segundo en Albacete en 80 cc. El 27 de abril hizo tercero en Alcarrás en su debut en Pre GP 125 cc. y repitió puesto el 1 de junio en Cartagena. El 20 de julio, en Montmeló llegó octavo. El 2 de noviembre, en Cheste, volvió a ser tercero. No se celebró el 30 de noviembre la prueba en Parcmotor (Castellolí), por motivos de seguridad, a causa de la nieve. Terminó en quinta posición en la clasificación final, habiendo disputado sólo cuatro de las seis pruebas programadas. También en Japón consiguió la victoria luego de que cayeran Salom y Rins, los principales candidatos al título.
En la temporada 2014 consiguió el Campeonato del Mundo de Motociclismo en Moto3, tras lograr el tercer puesto en el Gran Premio de la Comunidad Valenciana el 9 de noviembre de 2014.
En la temporada 2019 consiguió el Campeonato del Mundo de Motociclismo en Moto2.
En la temporada 2020 ganó el QNB Catar Virtual Grand Prix

## Resultados

### CEV Buckler 125GP

#### Carreras por año
| Temp. | 1     | 2      | 3       | 4     | 5       | 6       | 7       | Pts. | Pos. |
| ----- | ----- | ------ | ------- | ----- | ------- | ------- | ------- | ---- | ---- |
| 2010  | CAT   | ALB 11 | JER Ret | ARA 7 | ALB 6   | VAL Ret | JER Ret | 24   | 11.º |
| 2011  | JER 2 | ARA 1  | CAT     | ALB 1 | ALB Ret | VAL 2   | JER Ret | 90   | 2.º  |

### CEV Buckler Moto3

#### Carreras por año
| Temp. | 1       | 2     | 3     | 4     | 5     | 6     | 7   | Pts. | Pos. |
| ----- | ------- | ----- | ----- | ----- | ----- | ----- | --- | ---- | ---- |
| 2012  | JER Ret | NAV 1 | ARA 2 | CAT 2 | ALB 1 | ALB 4 | VAL | 103  | 1.º  |

### Campeonato del mundo de motociclismo
Sistema de puntuación de 1993 hasta 2022:
| Posición | 1.º | 2.º | 3.º | 4.º | 5.º | 6.º | 7.º | 8.º | 9.º | 10.º | 11.º | 12.º | 13.º | 14.º | 15.º |
| Puntos   | 25  | 20  | 16  | 13  | 11  | 10  | 9   | 8   | 7   | 6    | 5    | 4    | 3    | 2    | 1    |

Sistema de puntuación desde 2023 en adelante:
| Posición       | 1.º | 2.º | 3.º | 4.º | 5.º | 6.º | 7.º | 8.º | 9.º | 10.º | 11.º | 12.º | 13.º | 14.º | 15.º |
| Puntos         | 25  | 20  | 16  | 13  | 11  | 10  | 9   | 8   | 7   | 6    | 5    | 4    | 3    | 2    | 1    |
| Carrera sprint | 12  | 9   | 7   | 6   | 5   | 4   | 3   | 2   | 1   |      |      |      |      |      |      |

#### Por categoría
| Cat.   | Temporadas    | 1.er Gran Premio | 1.er Podio        | 1.ª Victoria  | Carreras | Victorias | Podios | Poles | V.Ráp. | Pts. | CM |
| ------ | ------------- | ---------------- | ----------------- | ------------- | -------- | --------- | ------ | ----- | ------ | ---- | -- |
| Moto3  | 2012–2014     | España 2012      | Indianápolis 2013 | Japón 2013    | 46       | 4         | 15     | 3     | 7      | 518  | 1  |
| Moto2  | 2015-2019     | Catar 2015       | Aragón 2016       | España 2017   | 89       | 8         | 23     | 12    | 10     | 778  | 1  |
| MotoGP | 2020-presente | España 2020      | Francia 2020      | España 2025   | 94       | 1         | 9      | 1     | 3      | 684  | -  |
| Total  | 2012–Presente | 2012–Presente    | 2012–Presente     | 2012–Presente | 229      | 13        | 47     | 16    | 20     | 1980 | 2  |

#### Por temporada
| Temp.   | Cat.   | Moto        | Equipo               | Carreras | Victorias | Podios | Poles | V.Ráp. | Pts. | Pos. |
| ------- | ------ | ----------- | -------------------- | -------- | --------- | ------ | ----- | ------ | ---- | ---- |
| 2012    | Moto3  | Suter-Honda | Estrella Galicia 0,0 | 3        | 0         | 0      | 0     | 1      | 27   | 20.º |
| 2012    | Moto3  | Suter-Honda | Ambrogio Next Racing | 8        | 0         | 0      | 0     | 0      | 27   | 20.º |
| 2013    | Moto3  | KTM         | Estrella Galicia 0,0 | 17       | 1         | 5      | 0     | 3      | 213  | 4.º  |
| 2014    | Moto3  | Honda       | Estrella Galicia 0,0 | 18       | 3         | 10     | 3     | 3      | 278  | 1.º  |
| 2015    | Moto2  | Kalex       | EG 0,0 Marc VDS      | 18       | 0         | 0      | 0     | 0      | 73   | 14.º |
| 2016    | Moto2  | Kalex       | EG 0,0 Marc VDS      | 17       | 0         | 1      | 0     | 0      | 69   | 13.º |
| 2017    | Moto2  | Kalex       | EG 0,0 Marc VDS      | 17       | 3         | 6      | 3     | 3      | 201  | 4.º  |
| 2018    | Moto2  | Kalex       | EG 0,0 Marc VDS      | 18       | 0         | 6      | 3     | 2      | 173  | 4.º  |
| 2019    | Moto2  | Kalex       | EG 0,0 Marc VDS      | 19       | 5         | 10     | 6     | 5      | 262  | 1.º  |
| 2020    | MotoGP | Honda       | Repsol Honda Team    | 14       | 0         | 2      | 0     | 0      | 74   | 14.º |
| 2021    | MotoGP | Honda       | LCR Honda CASTROL    | 18       | 0         | 0      | 0     | 0      | 70   | 16.º |
| 2022    | MotoGP | Honda       | LCR Honda CASTROL    | 20       | 0         | 0      | 0     | 0      | 50   | 17.º |
| 2023    | MotoGP | Ducati      | Gresini Racing       | 20       | 0         | 2      | 1     | 0      | 175  | 10°  |
| 2024    | MotoGP | Ducati      | Gresini Racing       | 20       | 0         | 1      | 0     | 0      | 173  | 8°   |
| 2025    | MotoGP | Ducati      | Gresini Racing       |          |           |        |       |        | *    | *    |
| Total   | Total  | Total       | Total                | 229      | 13        | 47     | 16    | 20     | 1980 |      |
| Fuente: |        |             |                      |          |           |        |       |        |      |      |

- * Temporada en curso.

#### Carreras por año
| Año  | Cat.   | Moto        | 1       | 2         | 3        | 4        | 5         | 6        | 7      | 8       | 9        | 10       | 11      | 12        | 13      | 14      | 15        | 16       | 17        | 18      | 19     | 20      | 21  | 22  | Pos. | Pts. |
| ---- | ------ | ----------- | ------- | --------- | -------- | -------- | --------- | -------- | ------ | ------- | -------- | -------- | ------- | --------- | ------- | ------- | --------- | -------- | --------- | ------- | ------ | ------- | --- | --- | ---- | ---- |
| 2012 | Moto3  | Suter Honda | QAT -   | SPA 12    | POR 15   | FRA -    | CAT 6     | GBR -    | NED -  | GER -   | ITA -    | IND Ret  | CZE 21  | RSM Ret   | ARA 15  | JPN 14  | MAL 14    | AUS 9    | VAL Ret   |         |        |         |     |     | 20.º | 27   |
| 2013 | Moto3  | KTM         | QAT 4   | AME Ret   | SPA 23   | FRA 5    | ITA 5     | CAT 4    | NED 5  | GER 5   | IND 2    | CZE 5    | GBR 3   | RSM 3     | ARA 3   | MAL 4   | AUS 4     | JPN 1    | VAL 4     |         |        |         |     |     | 4.º  | 213  |
| 2014 | Moto3  | Honda       | QAT 2   | AME Ret   | ARG 2    | SPA 7    | FRA 5     | ITA Ret  | CAT 1  | NED 1   | GER 4    | IND 6    | CZE 4   | GBR 2     | RSM 2   | ARA 2   | JPN 1     | AUS 2    | MAL 5     | VAL 3   |        |         |     |     | 1.º  | 278  |
| 2015 | Moto2  | Kalex       | QAT 11  | AME 15    | ARG 15   | SPA 9    | FRA Ret   | ITA 12   | CAT 11 | NED 9   | GER 18   | IND 10   | CZE 4   | GBR 4     | RSM Ret | ARA Ret | JPN 18    | AUS 9    | MAL Ret   | VAL 12  |        |         |     |     | 14.º | 73   |
| 2016 | Moto2  | Kalex       | QAT Ret | ARG Ret   | AME 11   | SPA Ret  | FRA Ret   | ITA 30   | CAT 18 | NED 8   | GER Ret  | AUT 6    | CZE 5   | GBR 25    | RSM 10  | ARA 2   | JPN Ret   | AUS -    | MAL 7     | VAL Ret |        |         |     |     | 13.º | 69   |
| 2017 | Moto2  | Kalex       | QAT 5   | ARG 21    | AME 4    | SPA 1    | FRA 4     | ITA 3    | CAT 1  | NED 6   | GER Ret  | CZE 5    | AUT 2   | GBR 14    | RSM -   | ARA Ret | JPN 1     | AUS 6    | MAL Ret   | VAL 5   |        |         |     |     | 4.º  | 201  |
| 2018 | Moto2  | Kalex       | QAT 3   | ARG 5     | AME 2    | SPA Ret  | FRA 2     | ITA 5    | CAT 3  | NED 3   | GER 13   | CZE Ret  | AUT Ret | GBR C     | RSM 18  | ARA 4   | THA Ret   | JPN 5    | AUS 7     | MAL 7   | VAL 3  |         |     |     | 4.º  | 173  |
| 2019 | Moto2  | Kalex       | QAT 7   | ARG 3     | AME 5    | SPA 24   | FRA 1     | ITA 1    | CAT 1  | NED Ret | GER 1    | CZE 1    | AUT 2   | GBR Ret   | RSM 3   | ARA 3   | THA 5     | JPN 6    | AUS 8     | MAL 2   | VAL 30 |         |     |     | 1.º  | 262  |
| 2020 | MotoGP | Honda       | QAT C   | SPA 12    | AND 8    | CZE 15   | AUT 14    | EST 16   | RSM 17 | RMO 7   | CAT 13   | FRA 2    | ARA 2   | TER Ret   | EUR Ret | VAL 16  | POR 9     |          |           |         |        |         |     |     | 14.º | 74   |
| 2021 | MotoGP | Honda       | QAT Ret | DOH Ret   | POR 8    | SPA Ret  | FRA 6     | ITA 14   | CAT 11 | GER Ret | NED 14   | EST 9    | AUT 9   | GBR 8     | ARA Ret | RSM 15  | AME 12    | ERO Ret  | ALG 4     | VAL 13  |        |         |     |     | 16.º | 70   |
| 2022 | MotoGP | Honda       | QAT Ret | INA 13    | ARG 15   | AME Ret  | POR 7     | SPA 13   | FRA 14 | ITA 14  | CAT 10   | GER Ret  | NED 15  | GBR 17    | AUT 14  | RSM 10  | ARA 11    | JPN 13   | THA 8     | AUS Ret | MAL 17 | VAL Ret |     |     | 17.º | 50   |
| 2023 | MotoGP | Ducati      | POR 59  | ARG 35    | AME Ret  | SPA 8Ret | FRA Ret15 | ITA Ret  | GER 78 | NED 69  | GBR Ret1 | AUT 54   | CAT 610 | RSM 119   | IND INJ | JPN INJ | INA INJ   | AUS 9C   | THA Ret8  | MAL 21  | QAT 64 | VAL 68  |     |     | 9.º  | 177  |
| 2024 | MotoGP | Ducati      | QAT 67  | POR Ret13 | AME 1514 | SPA 4Ret | FRA 1014  | CAT 714  | ITA 98 | NED 78  | GER 39   | GBR 76   | AUT 10  | ARA Ret4  | RSM 610 | ERM 913 | INA Ret14 | JPN Ret7 | AUS 15Ret | THA 105 | MAL 4  | SLD 45  |     |     | 8.º  | 173  |
| 2025 | MotoGP | Ducati      | THA 2   | ARG 2     | AME 2    | QAT 62   | SPA 12    | FRA Ret2 | GBR 51 | ARA 2   | ITA 2    | NED Ret2 | GER 28  | CZE Ret17 | AUT 102 | HUN     | CAT       | RSM      | JPN       | INA     | AUS    | MAL     | POR | VAL | 2.º  | 276  |

| Color     | Resultado                                                               |
| --------- | ----------------------------------------------------------------------- |
| Oro       | Ganador                                                                 |
| Plata     | 2.ª plaza                                                               |
| Bronce    | 3.ª plaza                                                               |
| Verde     | Finalizó en los puntos                                                  |
| Azul      | Finalizó sin puntos                                                     |
| Azul      | NC - No clasificado                                                     |
| Violeta   | Ret - No terminó (Carrera)                                              |
| Rojo      | DNQ - No se clasificó                                                   |
| Negro     | DSQ - Descalificado                                                     |
| Blanco    | DNS - No empezó (carrera)                                               |
| Blanco    | WD - Retirado (fin de semana)                                           |
| Blanco    | C - Carrera cancelada                                                   |
| Sin color | DNP - Inscrito pero no participó                                        |
| Sin color | INJ - Lesionado                                                         |
| Sin color | EX - Excluido                                                           |
| Estado    | Resultado                                                               |
| Negrita   | Pole position                                                           |
| Cursiva   | Vuelta rápida                                                           |
| x         | Posición en carrera sprint                                              |
| †         | Abandona, pero clasifica al completar el porcentaje requerido para ello |

## Títulos
| Predecesor: Francesco Bagnaia | Campeón Mundial de Moto2 2019 | Sucesor: Enea Bastianini |
| Predecesor: Maverick Viñales  | Campeón Mundial de Moto3 2014 | Sucesor: Danny Kent      |